# Juma
Juma – określenie i zjawisko wieloznaczne:
1. przestępstwo polegające na dokonywaniu kradzieży za zachodnią granicą wraz z przemytem do Polski, w czasach po transformacji systemowej w Polsce (w szczególności lata 1990-1997)[1][2];
2. przedmiot pochodzący z kradzieży[3].

## Historia
Słowo to wywodzi się z rejonów nadgranicznych. Określało rodzaj przestępstwa polegający na kradzieży towarów w zachodnich wtedy sklepach, głównie w niemieckich. W trakcie ewolucji było używane również do określania kradzieży luksusowych aut na terytorium Niemiec i przetransportowaniu ich do Polski. W każdym z przypadków element kradzieży poza terytorium Polski był najbardziej istotny i nadawał znaczenia temu słowu, odróżniając go od standardowej kradzieży. Zwany był wtórnym, słowiańskim, sprawiedliwym podziałem dóbr osobistych.
Przypuszcza się, że samo słowo juma pochodzi od określenia pociągu PKP, którym wyjeżdżano do Berlina, który odjeżdżał o 15:10, co kojarzone było z westernem 15:10 do Yumy.
Przez długi czas juma uznawana była za proceder początkujących przestępców. Z upływem czasu słowo to rozszerzyło swoje znaczenie oraz zasięg terytorialny i oznaczało w zorganizowanych gangach wejście do sklepów w Niemczech, w charakterze klientów, kradzież drobnych przedmiotów, niejednokrotnie o wysokiej wartości (sprzęt elektroniczny, perfumy, markowa odzież, wymienne żyletki Gillette itp.). W XXI w. jest to praktykowane przez pewne grupy działające na terenie Unii Europejskiej (Niemcy, Austria, Francja).

## Kultura
Słowo to, jako synonim slangu środowisk przestępczych i młodzieżowych z tamtych lat, często jest wykorzystywane w kulturze masowej.
Proceder ten został przedstawiony w polskim filmie z 2012 pt. Yuma. Grupa muzyczna Cinq G zatytułowała tak swój album wydany w 2007 roku. Do tego procederu nawiązuje także między innymi Kazik Staszewski w utworze „Gdy mam co chcę, wtedy więcej chcę” z płyty 12 groszy:

Kiedyś jumałem papierosy z tirów,
Dziś ubezpieczam uczciwych i bandytów…

## Słowniki
Słowo zostało umieszczone w Praktycznym słowniku współczesnej polszczyzny (red. Halina Zgółkowa, Wydawnictwo Krupisz 1994–2005) oraz w Słowniku nazw własnych (red. Jan Grzenia, PWN 2002).